# El cetro de Ottokar
El cetro de Ottokar (originalmente y en francés: Le sceptre d'Ottokar) es el octavo de los álbumes de la serie Las aventuras de Tintín, escritos e ilustrados por el artista belga Hergé. Encargado por el conservador diario belga Le Vingtième Siècle como suplemento infantil de Le Petit Vingtième, que fue publicado semanalmente desde agosto de 1938 hasta agosto de 1939. Hergé destina la historia como una crítica satírica de la política expansionista de la Alemania nazi, en particular, la anexión de Austria en marzo de 1938 (el Anschluss). La historia habla del joven periodista belga Tintín y su perro Milú, que viajan a la ficticia nación balcánica de Syldavia, donde combaten una conspiración para derrocar la monarquía del rey Muskar XII.
El cetro de Ottokar fue un éxito comercial y se publicó en forma de libro por Casterman poco después de su conclusión. Hergé continuó Las aventuras de Tintín con Tintín en el país del oro negro hasta el cierre forzado de Le Vingtième Siècle en 1940, mientras que la serie en sí se convirtió en una parte definitoria de la tradición del cómic franco-belga. En 1947, Hergé coloreó y volvió a dibujar El cetro de Ottokar en su distintivo estilo de línea clara con la ayuda de Edgar P. Jacobs para la reedición de Casterman. El cetro de Ottokar introduce por primera vez el personaje de Bianca Castafiore y presenta a los países ficticios de Syldavia y Borduria, ambos de los cuales reaparecen en historias posteriores. La historia fue adaptada tanto para la película animada de 1956 de Belvision Estudios como para la serie de animación de 1991 de Elipse/Nelvana Las aventuras de Tintín.

## Argumento

La península balcánica, donde se localiza Syldavia

Después de haber descubierto un maletín perdido en un parque, Tintín acude a devolverlo a su dueño, el Profesor Néstor Halambique, experto sigilografista, que informa al reportero de sus planes de viajar a la nación balcánica de Syldavia para investigar más sobre este país. Tintín descubre unos agentes secretos espiando al profesor y sigue a los responsables a un restaurante sildavo cercano. Un hombre desconocido acepta reunirse con Tintín, pero es encontrado inconsciente y aparentemente amnésico. Poco después, el periodista recibe una nota de amenaza y es entonces el blanco de un atentado contra su vida, pero sobrevive cuando los detectives de policía Hernández y Fernández interceptan la bomba. Ante la sospecha de que estos eventos están relacionados con Syldavia, Tintín decide acompañar el profesor Halambique en su próxima visita al país. En el viaje de avión allí, Tintín se da cuenta de que Halambique actúa de forma sospechosa y sospecha que un impostor lo ha reemplazado. La lectura de un folleto sobre la historia sildava hace que Tintín se figure que el impostor es parte de un plan para robar el cetro del rey medieval Ottokar IV, en posesión del actual rey, Muskar XII, antes del Día de San Vladimir, lo que obligaría Muskar a abdicar. Tras volver a ser objeto de un asesinato al ser expulsado de su avión en pleno vuelo por el piloto, Tintín informa a la policía local sildava de sus temores con respecto al plan criminal. Sin embargo, el capitán de la policía es parte de la conspiración, y organiza una emboscada en los bosques en la que se eliminará a Tintín. Éste logra evadir la trampa y se dirige a la ciudad capital, Klow, en un auto en que transporta a una cantante de ópera, Bianca Castafiore. Al salir del coche para evadir el canto de Castafiore, Tintín es detenido de nuevo y sobrevive a un nuevo intento de asesinato antes de dirigirse a Klow a pie. Al llegar a la ciudad conoce al ayudante de campo del Rey, el edecán Boris Jorgen, y le advierte del plan; Sin embargo, Jorgen es también un conspirador y organiza un intento más de asesinato fallido dirigido a Tintín.Entretanto, el impostor que pretende ser Halambique logra entrar al castillo de Kropow, donde se mantiene el cetro.
A la mañana siguiente, Tintín logra por fin informar personalmente al Rey acerca de la trama; con lo cual Tintín y Muskar se apresuran a ir al castillo de Kropow, solo para encontrar que el cetro ha desaparecido. Con la ayuda de Hernández y Fernández, que recientemente han llegado a Syldavia, Tintín descubre cómo el impostor Halambique ha pasado el valioso objeto de contrabando fuera del edificio para sus cómplices, y sale en persecución de los ladrones, primero en auto y luego a pie por las montañas. Logra evitar que el cetro de ser llevado a través de la frontera hacia el vecino país de Borduria. Una carta obtenida de uno de los ladrones, revela que la trama ha sido orquestada por Müsstler, un agitador político que comanda la Guardia de Hierro syldava y el Zyldav Zentral Revolutzionär Komitzät (ZZRK), una organización subversiva que pretende anexar Syldavia a Borduria.
En Borduria, Tintín se apodera de un avión de combate y vuela a Klow, pero los militares sildavos derriban el avión. Tras escapar en un paracaídas, sigue a Klow a pie y (con la ayuda de Milú), restaura el cetro al rey el día de san Vladimir, salvando así la monarquía. En agradecimiento, el rey hace a Tintín Caballero de la Orden del pelícano de oro, el primer extranjero en recibir dicho honor. Más tarde, Tintín descubre que el impostor era el hermano gemelo de Halambique, cuando la policía detiene a Müsstler y rescata al verdadero profesor Halambique. En última instancia, Tintín y Hernández y Fernández regresan a casa en hidroavión.

## Historia

### Contexto y antecedentes

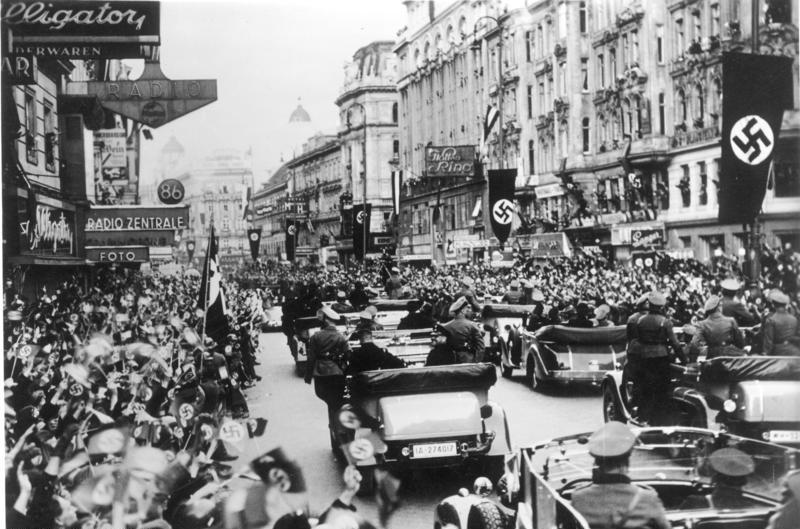
El Anschluss: la multitud recibe calurosamente a los nazis en Viena.

Georges Remi —más conocido bajo el seudónimo de Hergé— fue empleado como editor e ilustrador de Le Petit Vingtième («El pequeño XX»), suplemento infantil de Le Vingtième Siècle («El siglo veinte»), un diario belga de orientación extremadamente conservadora y católica con sede en Bruselas, ciudad natal de Hergé, anteriormente dirigido por el abate Norbert Wallez, que posteriormente fue retirado de la dirección editorial del periódico tras un escándalo. En 1929, Hergé comenzó Las aventuras de Tintín, tira cómica de Le Petit Vingtième que gira en torno a las aventuras del ficticio periodista belga Tintín.
Esta no fue la primera aventura de Tintín que retrataba específicamente acontecimientos contemporáneos. Hergé ya había utilizado anteriormente, por ejemplo, la invasión japonesa de Manchuria de 1931 como telón de fondo político para la puesta en escena de El loto azul. Hergé había observado de cerca los acontecimientos que estaban teniendo lugar en torno a las políticas expansionistas de la Alemania nazi. En la producción de esta historia, que fue particularmente influenciado por el Anschluss, la anexión de Austria por la Alemania nazi en marzo de 1938. El Acuerdo de Múnich y la posterior invasión nazi de los Sudetes siguieron en octubre de 1938. Tres semanas después de que El cetro de Ottokar terminase la serialización, Alemania invadió Polonia. En este punto, la amenaza a la soberanía belga ante el expansionismo nazi se estaba volviendo cada vez más evidente.
Hergé afirmaba que la idea básica detrás de la historia la había recibido de un amigo. El biógrafo Benoît Peeters sugirió que el candidato más probable fue su amigo de escuela Philippe Gérard, que había advertido las intenciones de una segunda guerra con Alemania desde hacía años. Estudiosos de Tintín han afirmado que Hergé no creó originalmente los nombres de Syldavia y Borduria, sino que los nombres de esos países, supuestamente, habían aparecido en un artículo incluido en una edición de 1937 de la British Journal of Psychology («Revista Británica de Psicología»), en el que el autor describe un hipotético conflicto entre un reino pequeño y una potencia que plantea su anexión. Según se informa, el ensayo, elaborado por Lewis Fry Richardson y titulado «Política exterior general», exploraba la naturaleza del conflicto interestatal de una manera matemática. Peeters atribuyó estas afirmaciones a Georges Laurenceau, pero dijo que "ningún investigador ha confirmado esta fuente". En su lugar, un artículo de Richardson titulado «Política exterior generalizada: una historia de psicología en grupo», fue publicado en The British Journal of Psychology Monograph Supplements en 1939, pero no mencionaba Syldavia y Borduria. En cualquier caso, dada la fecha de publicación, es poco probable que se tratase de una influencia sobre El cetro de Ottokar.
| "En ese momento Alemania estaba, por supuesto, en mi mente; El cetro de Ottokar no es otra cosa que la historia de un Anschluss fallido. Pero uno puede comparar la historieta con cualquier otro régimen totalitario. Es más: ¿no se llama el villano de El cetro de Ottokar Müsstler, evidentemente, una combinación de Mussolini y Hitler? Me parece una clara alusión". --Hergé, hablando a Numa Sadoul. |

Hergé diseñó Borduria como una representación satírica de la Alemania nazi. El autor belga nombró al dirigente político bordurio «Müsstler», combinación de los apellidos del líder nazi Adolf Hitler y del líder fascista Benito Mussolini. El nombre también tiene similitudes con el líder de la Unión Británica de Fascistas Oswald Mosley y su homólogo del Movimiento Nacional Socialista en los Países Bajos, Anton Mussert. Hergé representó a Müsstler con bigote similar al del líder soviético Iósif Stalin. Hergé se refiere a los agentes de Müsstler como la Guardia de Hierro, llamando a éstos a partir de la verdadera Guardia de Hierro, un grupo fascista rumano que pretendía derrocar al rey Carol II y forjar una alianza rumano-alemana. Los oficiales bordurios llevaban uniformes basados en los de las SS alemana, mientras que los aviones bordurios son de diseño alemán; en la versión original Tintín escapa en un Heinkel He 112, mientras que en la versión revisada este es reemplazado por un Messerschmitt Bf 109. Hergé adaptó la base de la operación de falsa bandera de Borduria para anexionarse Syldavia a partir de los planes esbozados en Tecnica del Colpo di Stato («La técnica de un golpe de estado») de Curzio Malaparte.

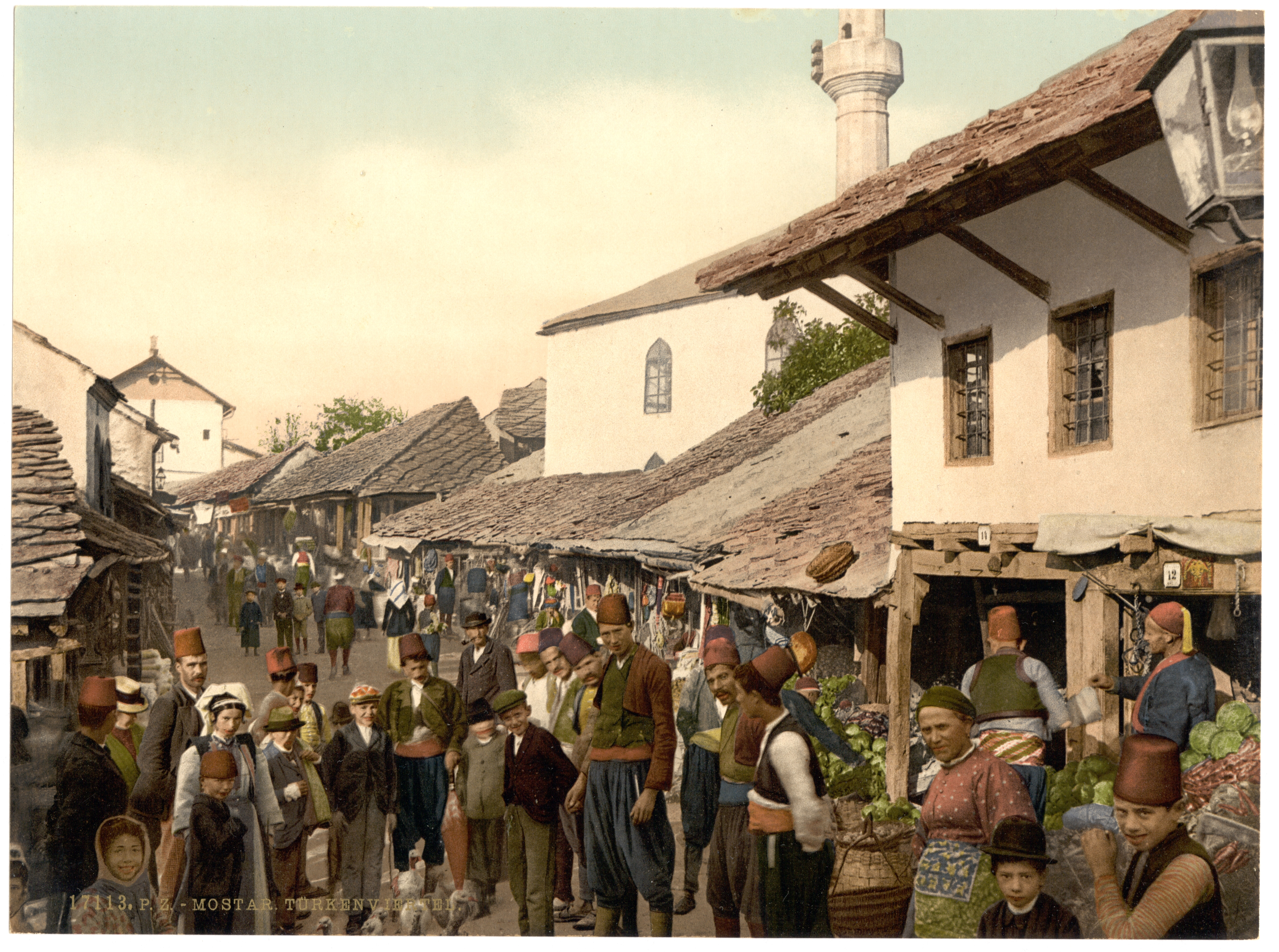
La ciudad bosnia de Mostar (en la foto hacia 1890-1900) ha sido citada como una influencia de Hergé en la caracterización de la aldea de Syldavia.

La descripción de Syldavia fue influenciada por los trajes y la cultura de la región de los Balcanes, así como los de la vecina Rumania y Albania. Las mezquitas que aparecen en la Syldavia de Hergé se basan en las que se encuentran en la región de los Balcanes, mientras que el pelícano negro de la bandera syldava es similar al águila negra de Albania. La historia de Chequia, Eslovaquia y Bohemia influyeron en los nombres syldavos, mientras que varios reyes de la Bohemia medieval fueron la inspiración para el nombre de «Ottokar». La lengua polaca influyó en la inclusión de las terminaciones «-ow» para los nombres syldavos de los lugares, mientras que la historia de Polonia discurre de forma paralela a la breve historia syldava que Hergé desarrolló en el folleto incluido en la trama. El idioma syldavo utilizado en el libro en su versión original tenía la sintaxis francesa pero con vocabulario marollien, una broma entendida solo por los lectores de Bruselas.
Sin embargo, a pesar de su ubicación en Europa del Este, en sí Syldavia fue en parte una metáfora de Bélgica, ya que el rey syldavo Muskar XII físicamente se asemeja a Leopoldo III de Bélgica. La decisión de Hergé para crear un reino ficticio de Europa del Este podría haber sido influenciado por Ruritania, el país ficticio creado por Anthony Hope en su novela El prisionero de Zenda (1894), y que se emplearía después en adaptaciones cinematográficas de 1913, 1915, 1922 y 1937. Muchos lugares de Syldavia se basan visualmente en otros europeos de la realidad; además, el Diplodocus del Museo de Historia Natural de Klow se basa en el del Museo de Historia Natural de Berlín, y el Palacio Real syldavo se basa en el Palacio de Charlottenburg, también en Berlín.

### Publicación original
El cetro de Ottokar fue publicado por primera vez en Le Petit Vingtième desde el 4 de agosto de 1938 hasta el 10 de agosto de 1939 con el título Tintin en Syldavie («Tintín en Syldavia»). A la postre sería la última aventura de Tintín en publicarse íntegramente en Le Petit Vingtième. Desde el 14 de mayo de 1939, la historieta también fue serializada en la revista católica francesa Cœurs Vaillants. En 1939, Casterman publicó la historieta en un solo volumen de tapa dura. Hergé insistió a su contacto en Casterman, Charles Lesne, en que se acelerara el proceso debido a la cambiante situación política en Europa. El Pacto Molotov-Ribbentrop germano-soviético se firmó el día que Hergé entregó los dibujos restantes del libro, mientras que los toques finales incluyeron la portada del libro original de frente, el escudo de armas real de la página del título y el tapiz que representa la victoria syldava de 1127 sobre los turcos en "La batalla de Zileheroum" en la página 20. Hergé sugirió que para la publicación de la historia el título se cambiase a El cetro de Ottokar IV; Casterman lo cambió por el definitivo: El cetro de Ottokar.
En esta aventura de Tintín, se introdujo el personaje recurrente de Bianca Castafiore, al que se ve junto a su pianista: Igor Wagner. También fue testigo de la introducción del antagonista coronel Jorgen, que reaparecerá más tarde en Objetivo: la Luna y su secuela Aterrizaje en la Luna. La inclusión de los hermanos Halambique se hace eco de los hermanos Balthazar en La oreja rota.
Después de la conclusión de El cetro de Ottokar, Hergé continuó Las aventuras de Tintín con Tintín en el país del oro negro hasta que la Alemania nazi ocupó Bélgica en 1940 y obligó al cierre de Le Vingtième Siècle. La aventura del País del oro negro tuvo que ser abandonada por el momento.

### Segunda versión (1947)
La historieta se volvió a dibujar y colorear en 1947. Para esta edición, Hergé fue asistido por Edgar Pierre Jacobs, un artista que trabajó como parte de los estudios Hergé. Jacobs supervisó los cambios en el vestuario y el fondo de la historia; en la versión de 1938, la Guardia Real syldava estaba vestida como beefeaters británicos, mientras que la versión de 1947 la dotó de un uniforme más balcánico. Jacobs también insertó un cameo de sí mismo y su esposa en la corte real syldava, mientras que en ese mismo escenario también sucede un cameo de Hergé, su entonces esposa Germaine, su hermano Paul y tres de sus amigos, Édouard Cnaepelinckx, Jacques Van Melkebeke y Marcel Stobbaerts.. Hergé y Jacobs también introducen más cameos de sí mismos en la parte inferior de la página 38, donde aparecen como agentes de uniforme. Mientras el personaje del profesor Halambique recibió el nombre de Néstor en la versión original, este fue cambiado a Héctor en el segundo; esto se hizo con el fin de evitar la confusión con el carácter de Néstor, el mayordomo de Moulinsart, quien Hergé había introducido en El secreto del Unicornio. Ediciones Casterman publicó esta segunda versión en forma de libro en 1947.

### Ediciones posteriores y legado
El cetro de Ottokar se convirtió en la primera aventura de Tintín que se lanzó para el público británico cuando Eagle serializó el cómic en 1951. Aquí, los nombres de Tintín y Milú se mantienen, aunque los personajes de Hernández y Fernández se cambiaron a Thomson y Thompson; los dos últimos nombres serían adoptadas por los traductores Leslie Lonsdale-Cooper y Michael Turner cuando tradujeron la serie en inglés de Methuen Publishing en 1958.
Casterman publicó la versión en blanco y negro original de la historia en 1980, como parte del cuarto volumen de la colección Archives Hergé. En 1988 publicaron una versión facsímil de esa primera edición.

## Acogida de la crítica
Harry Thompson describió El cetro de Ottokar como una "sátira política mordaz" y afirmó que Hergé era "valiente" al haberlo escrito, dada la amenaza de la inminente invasión nazi sobre Bélgica. Lo describió como un "clásico misterio de habitación cerrada con llave", y alabó su "trama bien construida". En última instancia, considera que es una de las tres mejores aventuras de Tintín escritas antes de la Segunda Guerra Mundial, junto con El loto azul y La isla negra. También destacó que, ya en 1976, un grupo de arqueólogos descubrieron un cetro que perteneció a un rey Ottokar del siglo XIII en la catedral de San Vito, en Praga. El biógrafo de Hergé, Pierre Assouline, creyó que la historia tenía la atmósfera de La viuda alegre de Franz Lehár, con "toques adicionales" de las películas de Erich von Stroheim y Ernst Lubitsch.
El también biógrafo Benoît Peeters consideró que la historia exhibe "una madurez política" y gran "originalidad". Además, notó que Hergé fue capaz de liberarse de los "límites de la narrativa de demasiado realismo" por el uso de Syldavia como escenario.
Jean-Marc Lofficier y Randy Lofficier calificó El cetro de Ottokar como "un thriller al estilo Hitchcock", que "vuelve a capturar el ambiente paranoico" de Los cigarros del faraón. Compararon el ritmo de la última parte de la historia a la de las películas de Indiana Jones de Steven Spielberg antes de señalar que a pesar de "los horrores del mundo real" que están presentes con la inclusión de Borduria, no interfiere en "la naturaleza escapista pura de la aventuras". En última instancia, se otorgaron tres estrellas de cinco.
Michael Farr opinó que la aventura tiene «una sensación convincentemente auténtica» debido a la representación satírica de la Alemania nazi, pero que esto se combinó «con suficiente alcance para la invención» con la creación de Syldavia. Lo comparó con The Lady Vanishes, de Alfred Hitchcock. Sin embargo, Farr prefirió la versión en color ensamblada con la ayuda de E.P. Jacobs. Considerándolo «particularmente exitoso», pensó que era «una de las aventuras más pulidas y consumadas» de la serie, con una narrativa «perfectamente medida y equilibrada» que mezcló drama y comedia con éxito.
Jean-Marie Apostolidès, crítico literario de la Universidad de Stanford, afirmó que la inclusión de la Guardia de Hierro evocaba la Croix-de-Feu del coronel François de La Rocque. Notando que la figura de Müsstler era «el Maligno sin rostro», expresó su incredulidad con respecto a la representación de Hergé de Syldavia, ya que no había problemas económicos aparentes o razones por las que la conspiración antimonárquica de Müsstler fuera tan fuerte. Así, «la revolución masiva sigue siendo esquemática».
El crítico literario Tom McCarthy identificó varios casos en la historia que él discutió ligaba a temas más amplios dentro de Las aventuras de Tintín. Identificó un tema recurrente en la visita de Halambique a Syldavia, y creyó que el tema del ladrón estaba presente en la historia, ya que la identidad de Alambique fue robada. Otro tema identificado en la serie por McCarthy fue el de la confusión entre lo sagrado y lo político; vio esto cuando el rey tiene que esperar tres días antes de aparecer al público syldavo en el día de San Vladimir, algo que McCarthy pensó vinculado a Jesucristo y la resurrección. McCarthy también opinó que varios personajes del libro se parecían visualmente al Capitán Haddock, un personaje que sería presentado en la siguiente aventura de Tintín, El cangrejo de las pinzas de oro.

## Adaptaciones
El cetro de Ottokar fue la primera de Las aventuras de Tintín en adaptarse a la serie animada Hergé's Adventures of Tintin. La serie fue creada por Belvision Studios en 1957, dirigida por Ray Goossens y escrita por Greg. El estudio dividió El cetro de Ottokar en seis episodios en blanco y negro de cinco minutos que se desviaron de la trama original de Hergé en muchas maneras. También fue adaptado en un episodio de la serie de la televisión de 1991 Las aventuras de Tintín del estudio francés Ellipse y de la compañía canadiense de animación Nelvana. El episodio fue dirigido por Stéphane Bernasconi, y Thierry Wermuth puso voz al personaje de Tintín.
Los aficionados de Tintín adoptaron la lengua syldava que aparece en la historia y la utilizaron para construir gramáticas y diccionarios, como los seguidores de Star Trek con el klingon y el élfico de J.R.R. Tolkien.

### Pies de página
1. ↑  Al principio, Hergé llamó al país «Sylduria».[14]

1. ↑  El rey Zog I de Albania también se asemeja al rey Muskar XII.[23]